# Захарова, Светлана Юрьевна
Светла́на Ю́рьевна Заха́рова (род. 10 июня 1979, Луцк) — российская артистка балета. Солистка Мариинского театра в 1996—2003 годах, прима-балерина Большого театра (с 2003) и миланского театра «Ла Скала» (с 2008). Исполняющая обязанности ректора Московской академии хореографии (с 2024).
Народная артистка Российской Федерации (2008), лауреат Государственной премии Российской Федерации (2007).
Член партии «Единая Россия». Депутат Государственной думы V созыва. С 2018 года — член Совета при Президенте Российской Федерации по культуре и искусству.
Супруга скрипача Вадима Репина.

## Биография
Родилась в Луцке 10 июня 1979 года в семье военного Юрия Сергеевича и хореографа Галины Даниловны (в девичестве Унгаровой), которая родом из Нововолынска.
В 1989 году поступила в Киевское хореографическое училище, где училась шесть лет по классу Валерии Сулегиной. В 1995 году приняла участие в балетном конкурсе Академии русского балета имени А. Я. Вагановой Vaganova-Prix, где получила второй приз и предложение перейти учиться в Академию сразу на выпускной курс.
В 1996 году окончила Академию по классу Елены Евтеевой, после выпуска была принята в труппу Мариинского театра, где её педагогом-репетитором стала Ольга Моисеева. Уже в следующем сезоне заняла положение солистки театра.
В 2003 году перешла в Большой театр, где занимается под руководством Людмилы Семеняки. Дебют состоялся в качестве солистки балета «Жизель»
В апреле 2008 года стала прима-балериной миланского театра «Ла Скала».
Выступала в Москве, Санкт-Петербурге, Лондоне, Берлине, Париже, Вене, Милане, Мадриде, Токио, Баку, Нью-Йорке, Амстердаме и других городах.
В 2013 году, не желая танцевать не в первом составе, отказалась от участия в последней премьере 237-го сезона Большого театра — балете Джона Кранко «Онегин». Конфликт с Захаровой называли одной из причин увольнения директора театра Анатолия Иксанова.
В 2014 году участвовала в церемонии открытия Олимпийских игр в Сочи, где исполнила роль Наташи Ростовой.
17 ноября 2013 года совместно с Сергеем Полуниным танцевала в балете «Жизель» на сцене Национальной оперы Украины. 7 декабря 2014 года в Большом театре прошёл благотворительный концерт Захаровой «Балет без границ» в поддержку Киевского хореографического училища.
Специально для Захаровой продюсерской компанией MuzArts создана программа Amore. Премьера состоялась в Италии 12 мая 2016 года, в Большом театре — 14 марта 2017 года.
22 июня 2019 года на сцене Большого театра состоялась премьера программы одноактных балетов Modanse, в которую вошли балет «Как дыхание» Мауро Бигонцетти и мировая премьера балета «Габриэль Шанель» на музыку Ильи Демуцкого в постановке Юрия Посохова.
22 декабря 2022 года в концертном зале имени П. И. Чайковского состоялась московская премьера «Па-де-де на пальцах и для пальцев», совместного проекта Захаровой и её мужа, скрипача Вадима Репина.
20 сентября 2024 года назначена исполняющей обязанности ректора Московской академии хореографии.

### Семья
- Отец — Юрий Сергеевич Захаров, военнослужащий запаса.
- Мать — Галина Даниловна Захарова (в девичестве — Унгарова, род. 1955), педагог, хореограф детской студии.
- Муж — Вадим Викторович Репин (род. 1971), скрипач.
  - Дочь — Анна Вадимовна Репина (род. 17 февраля 2011)[8].

### Политическая деятельность
Светлана Захарова — депутат Государственной думы (2007—2011), была избрана в составе федерального списка кандидатов, выдвинутого Всероссийской политической партией «Единая Россия», член фракции «Единая Россия», член Комитета ГД по культуре.
11 марта 2014 года подписала обращение деятелей культуры Российской Федерации в поддержку политики президента РФ В. В. Путина на Украине и в Крыму.
В 2024 году стала доверенным лицом кандидата в президенты России Владимира Путина.

### Предпринимательство
Вместе с Сергеем Ролдугиным, дирижёром Юрием Темиркановым, хоккеистом Валерием Каменским, математиками Иваном Ященко и Станиславом Смирновым учредитель фонда «Талант и успех», спонсируемого из госбюджета.
В 2011 году учредила фонд «Содействия развитию балетного искусства» и стипендии лучшим студентам хореографических училищ.
Инициатор проведения и художественный руководитель российского фестиваля детского танца «Светлана», проходящего с 2015 года.

## Санкции
7 января 2023 года была внесена в санкционный список Украины.

## Репертуар

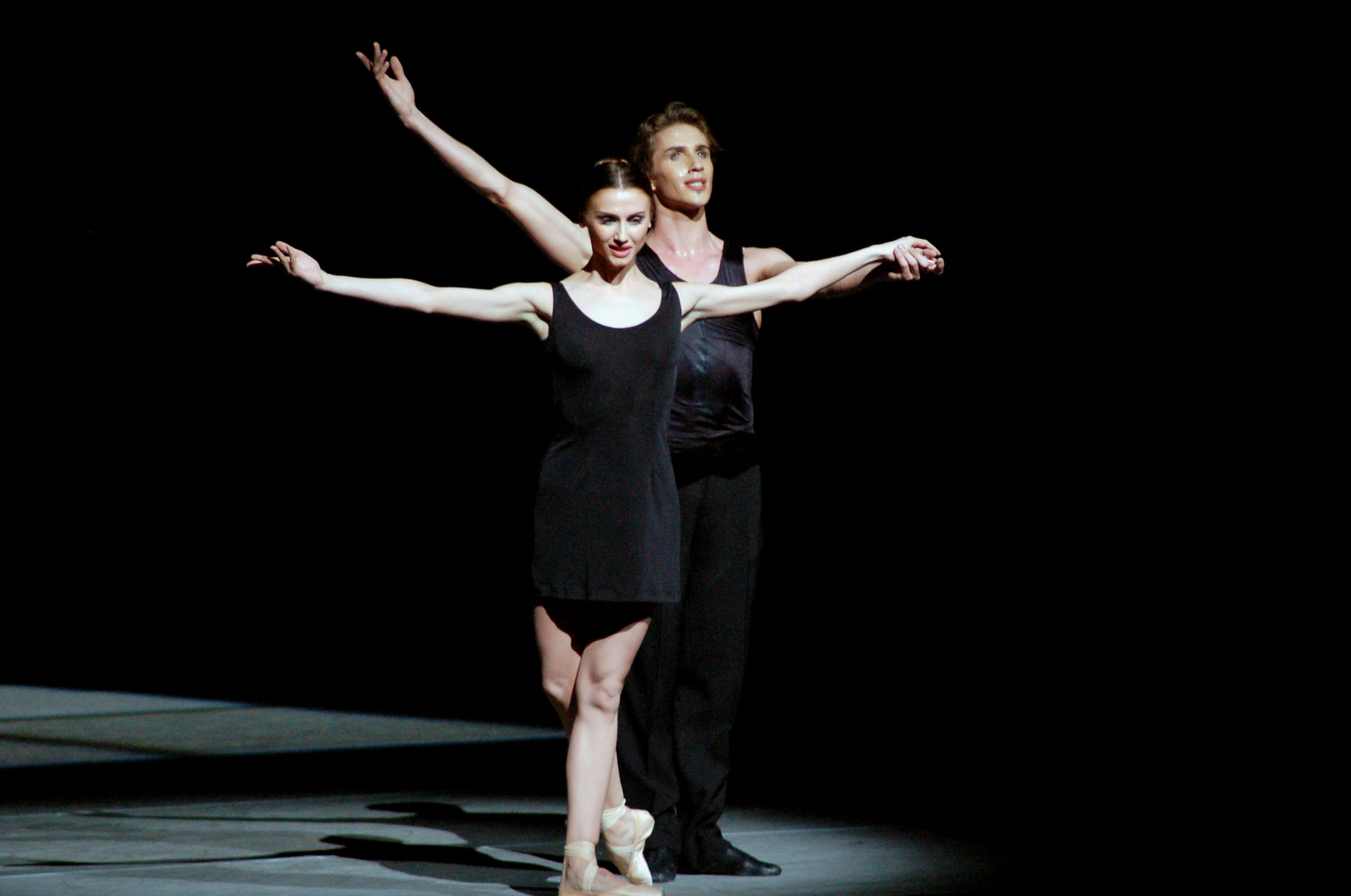
Светлана Захарова и Андрей Меркурьев в Среднем дуэте, 2006

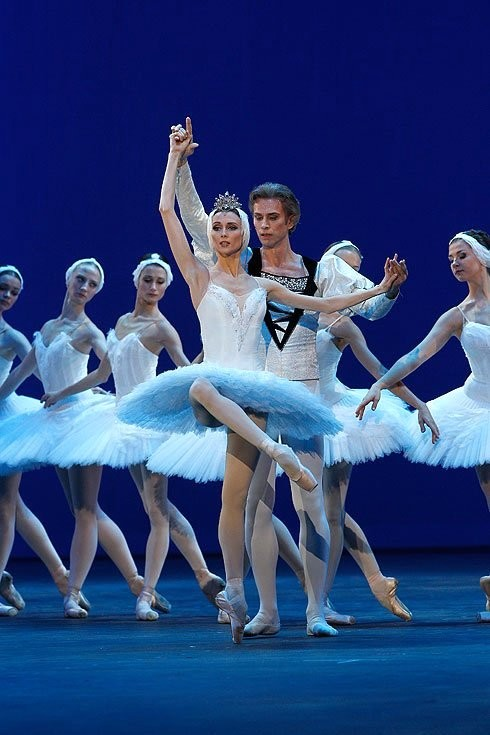
Светлана Захарова и Андрей Уваров в балете «Лебединое озеро», Большой театр, 28 октября 2011

- «Дон Кихот» (М. Петипа, А. Горский), Повелительница дриад (1996)
- «Спящая красавица» (М. Петипа, постановка К. Сергеева), Принцесса Флорина (1996)
- «Па-де-де Чайковского-Баланчина», солистка (1996)
- «Умирающий лебедь» (М. Фокин), (1996)
- «Бахчисарайский фонтан» (Р. Захаров), Мария (1996)
- «Щелкунчик» (В. Вайнонен), Маша и па-де-труа (1996)
- «Корсар» (М. Петипа, постановка П. Гусева), Гюльнара (1997)
- «Жизель» (Ж. Коралли, Ж. Перро, М. Петипа), Жизель (1997)
- «Свадебка» (А. Мирошниченко), Невеста (1997)
- «Шопениана» (М. Фокин), вальс и мазурка (1997)
- «Ромео и Джульетта» (Л. Лавровский), Подруга Джульетты (1997)
- «Спящая красавица» (М. Петипа, постановка К. Сергеева), Принцесса Аврора (1998)
- «Аполлон Мусагет» (Дж. Баланчин), Терпсихора (1998)
- «Жизель» (Ж. Коралли, Ж. Перро, М. Петипа, постановка В. Васильева), Жизель (1998)
- «Серенада» (Дж. Баланчин), солистка (1998)
- «Лебединое озеро» (М. Петипа, Л. Иванов, постановка К. Сергеева), Одетта-Одиллия (1998)
- «Поэма экстаза» (А. Ратманский, музыка: А. Скрябин), солистка (1998)
- «Средний дуэт» (А. Ратманский, музыка: Ю. Ханон), солистка (1998)[15]
- «Симфония до мажор» (Дж. Баланчин), солистка I части (1999)
- «Спящая красавица» (М. Петипа, постановка С. Вихарева), Принцесса Аврора (1999)
- «Корсар» (М. Петипа, постановка П. Гусева), Медора (1999)
- «Баядерка» (М. Петипа, В. Чабукиани, Пономарев), Никия (1999)
- «Драгоценности» («Бриллианты») (Дж. Баланчин), солистка (2000)
- «Манон» (К. МакМиллан), Манон (2000)
- «Щелкунчик» (Дж. Баланчин) (2000)
- «Дон Кихот» (М. Петипа, А. Горский), Китри (2000)
- «Теперь и тогда» (Дж. Ноймайер), солистка (2001)
- «Барышня и хулиган» (К. Боярский), Барышня (2001)
- «Лебединое озеро» (М. Петипа, Л. Иванов, постановка Н. Макаровой), Одетта-Одиллия (2001)
- «Баядерка» (М. Петипа, постановка Р. Нуриева), Никия (2001)
- «Шехерезада» (М. Фокин), Зобеида (2001)
- «Спящая красавица» (М. Петипа, постановка П. Чалмера), Принцесса Аврора (2002)
- «Ромео и Джульетта» (Л. Лавровский), Джульетта (2002, 2024)
- «Лебединое озеро» (М. Петипа, Л. Иванов, постановка Д. Дина), Одетта-Одиллия (2002)
- «Лебединое озеро» (М. Петипа, Л. Иванов, постановка Р. Нуриева), Одетта-Одиллия (2002)
- «Пахита — гран па» (М. Петипа), Пахита
- «Баядерка» (М. Петипа, постановка Асами), Никия (2003)
- «Лебединое озеро» (М. Петипа, Л. Иванов, постановка Г. Самсовой), Одетта-Одиллия (2003)
- «Этюды» (Х. Ландер), солистка (2003)
- «Дочь фараона» (П. Лакотт), Аспиччия (2003).
- «Лебединое озеро» (М. Петипа, Л. Иванов, постановка Ю. Григоровича), Одетта-Одиллия (2003)
- «Спящая красавица» (М. Петипа, постановка Ю. Григоровича), Принцесса Аврора (2004)
- «Симфония до мажор» (Дж. Баланчин), солистка II части (2004)
- «Жизель» (Ж. Коралли, Ж. Перро, М. Петипа, постановка П. Бара), Жизель (2004)
- «Баядерка» (М. Петипа, постановка Григоровича), Никия (2004)
- «Кармен-сюита» — Кармен[16]
- «Спартак» (Ю. Н. Григорович) — Эгина
- «Юноша и смерть» Ролана Пети — Смерть[17]
- «Герой нашего времени» Ильи Демуцкого — Мери[18]
- «Иван Грозный» (Ю. Н. Григорович) — Анастасия
- «Чайка» (хореография Ю. Посохова) — Аркадина (2021)

## Признание и награды

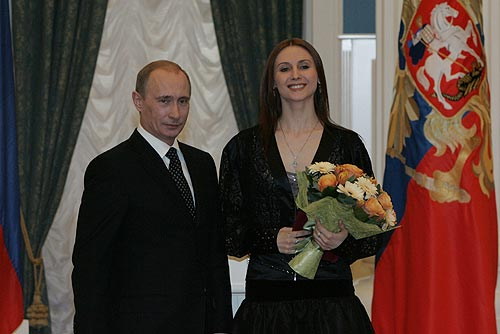
Владимир Путин награждает Светлану Захарову, 2008

- 1995 — вторая премия Международного конкурса молодых танцовщиков Vaganova-Prix (Санкт-Петербург, Академия им. А. Я. Вагановой)[источник не указан 1679 дней]
- 1997 — приз «Балтика» «Надежда»; премия «Золотая маска» в номинации «Лучшая женская роль в балете» (за исполнение женской партии в балете Джорджа Баланчина «Серенада»)[19]
- 2000 — премия «Золотая маска» в номинации «Лучшая женская роль в балете» (за исполнение партии принцессы Авроры в балете «Спящая красавица», редакция Сергея Вихарева)[19]
- 2001 — специальный приз Санкт-Петербурга «Люди нашего города» за достижения в балете
- 2002 — Etoile, приз журнала Danza & Danza (Больцано, Италия)
- 2004 — Благодарность Министра культуры Российской Федерации (6 февраля 2004 года) — за успешное проведение гастролей в Парижской национальной опере[20]
- 2005 — приз «Бенуа танца» (за исполнение партии Ипполиты/Титании в балете Джона Ноймайера «Сон в летнюю ночь»);
- 2005 — Заслуженная артистка Российской Федерации (6 июня 2005 года) — за заслуги в области искусства[21]
- 2007 — Государственная премия Российской Федерации (5 июня 2007 года) — за талантливое воплощение сценических образов, развитие великих традиций русского балета[22].
- 2008 — Народная артистка Российской Федерации (21 февраля 2008 года) — за большие заслуги в области искусства[23]
- 2010 — Офицер ордена Искусств и литературы (Франция)[24]
- 2015 — приз «Бенуа танца» (за исполнение партий Маргариты Готье в балете Джона Ноймайера «Дама с камелиями» и Мехменэ Бану в балете Юрия Григоровича «Легенда о любви»)
- 2019 — Орден «За заслуги перед Отечеством» IV степени (29 апреля 2019 года) — за большой вклад в развитие отечественной культуры и искусства, многолетнюю плодотворную деятельность[25].
- 2025 — Благодарность Мэра Москвы (24 марта 2025 года) — за многолетнюю плодотворную работу в области культуры в городе Москве[26].